# 信太村 (和歌山県)
信太村（しのだむら）は、和歌山県伊都郡にあった村。現在の橋本市高野口町の北半にあたる。

## 地理
- 河川：嵯峨谷川

## 歴史

### 村名の由来
大字九重に所在する信太神社による。

### 沿革
- 1889年（明治22年）4月1日 - 町村制の施行により、田原村・下中村・上中村・九重村・嵯峨谷村・竹尾村の区域をもって発足。
- 1955年（昭和30年）4月15日 - 高野口町・応其村と合併し、改めて高野口町が発足。同日信太村廃止。